# 20576 Marieoertle
A 20576 Marieoertle (ideiglenes jelöléssel 1999 RG148) a Naprendszer kisbolygóövében található aszteroida. A LINEAR projekt keretében fedezték fel 1999. szeptember 9-én.